# 맨디와 라라 시르다

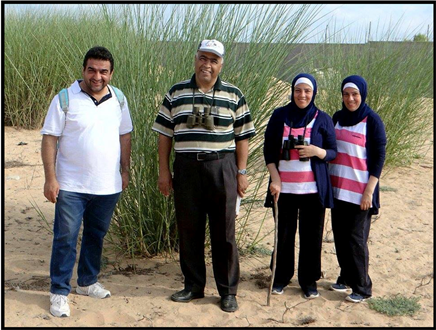

맨디 시르다(Mandy Sirdah)와 라라 시르다(Lara Sirdah)는 팔레스타인 출신의 쌍둥이 자매로, 1976년 4월 24일에 태어났다. 그들은 가자 지구에서 야생동물 사진 촬영과 조류 관찰로 알려져 있다. 가자의 생물 다양성을 문서화하고 인식을 높이는 데에 그들의 목표가 있다.

## 어린 시절
맨디와 라라 시르다는 일란성 쌍둥이 자매로, 1976년 가자 시티에서 태어나 그곳에서 대부분의 삶을 보냈다. 어린 시절부터 자연과 야생동물에 대한 깊은 열정을 공유해왔으며, 생물학이나 사진 분야의 공식 교육을 받은 적은 없지만 그들의 열정은 어릴 때부터 시작되었다.

## 야생 동물 탐험
맨디와 라라 시르다의 야생동물 탐험은 2005년에 자신들의 뜰에서 스페인 참새를 관찰하면서 시작되었다. 그것을 옛날 핸드폰으로 찍은 것이 가자 시티의 식물과 동물을 문서화하는 데 대한 관심을 불러일으켰다.
2008년, 시르다 자매들은 디지털 카메라를 구입하고 가자의 야생동물을 보다 많이 문서화하기로 결정했다. 그들은 후에 니콘 카메라를 구입하고 2012년에 소셜 미디어 계정을 개설했다. 그 결과, 그들은 가자에서 처음으로 야생동물 사진작가가 되었다.
Sirdahs의 주요 목표는 가자 지구의 자연 환경과 야생 동물의 아름다움을 보여주는 것이다. 그들은 놀라운 야생 동물을 강조함으로써 가자지구가 분쟁과 파괴의 장소라는 일반적인 인식에 도전하려 한다. 연구를 통해 그들은 얼룩무늬 아보셋( pied avocet), 유라시아 굴잡이(Eurasian oystercatcher ), 유럽 잠옷(European nightjar), Ophrys umbilicata, Hyoscyamus aureus 및 Calotropis procera를 포함하여 다양한 희귀 조류 및 식물 종을 기록할 수 있었다.
시르다 자매들의 가자 야생동물에 대한 방대한 자료는 학계, 연구자, 그리고 기록 보존가들에게 소중한 자원으로 활용되고 있다. 팔레스타인 대학들은 그들의 작업을 교육과 연구 프로그램에 통합시켰다. 2018년에는 팔레스타인 대학이 가자의 의약용 식물에 대한 첫 번째 안내서를 출판했는데, 이 안내서에는 시르다 자매들이 찍은 25장의 사진이 포함되어 있었다.
2018년, 시르다 자매들은 가자의 야생동물에 관한 첫 전시회를 A.M. Qattan 재단에서 개최했다. 이 행사는 다수의 환경 전문가와 애호가들을 끌어들여 가자의 생물다양성에 대한 인식을 더욱 높이는 계기가 되었다.
2023년 3월에는 시르다 자매를 포함한 18명의 연구자와 조류 관찰가들이 가자 지구의 첫 번째 조류 목록을 발표했다. 이 목록에는 250종의 조류가 포함되어 있었는데, 이는 팔레스타인에 서식하는 551종의 조류 중 45.4%를 대표한다.
시르다 자매들은 이스라엘의 봉쇄로 많은 도전에 직면해왔다. 이는 그들이 야생동물이 많은 다양한 지역에 접근할 수 있는 기회를 제한한다. 또한, 이스라엘 당국에서는 군사적 용도로 사용될 수 있다고 의심되는 망원경과 망원 카메라를 수입하는 데 어려움을 겪고 있다. 그들이 경계 지역에서 쌍안경과 카메라를 가지고 다니는 것은 매우 위험하기도 하다. 많은 탐험은 기관이나 단체의 지원이 부족하여 자금을 직접 충당해야 했다.

## 수상 내역
시르다 자매들은 라말라에 본부를 둔 Lady of the Earth 재단으로부터 2019년에 '팔레스타인에서 가장 중요한 사진작가'라는 칭호를 받았다. 그러나 이스라엘의 제한으로 인해 그들은 이 상을 받지 못했다.

## 향후 계획
맨디와 라라 시르다는 여전히 가자의 야생동물을 문서화하고 보존하는 데 헌신하고 있다. 그들은 가자의 가장 포괄적인 야생동물 백과사전을 편찬하여 곧 발간할 계획이다.